# Alouatta macconnelli
Alouatta macconnelli là một loài động vật có vú trong họ Atelidae, bộ Linh trưởng. Loài này được Linnaeus mô tả năm 1766.

## Hình ảnh

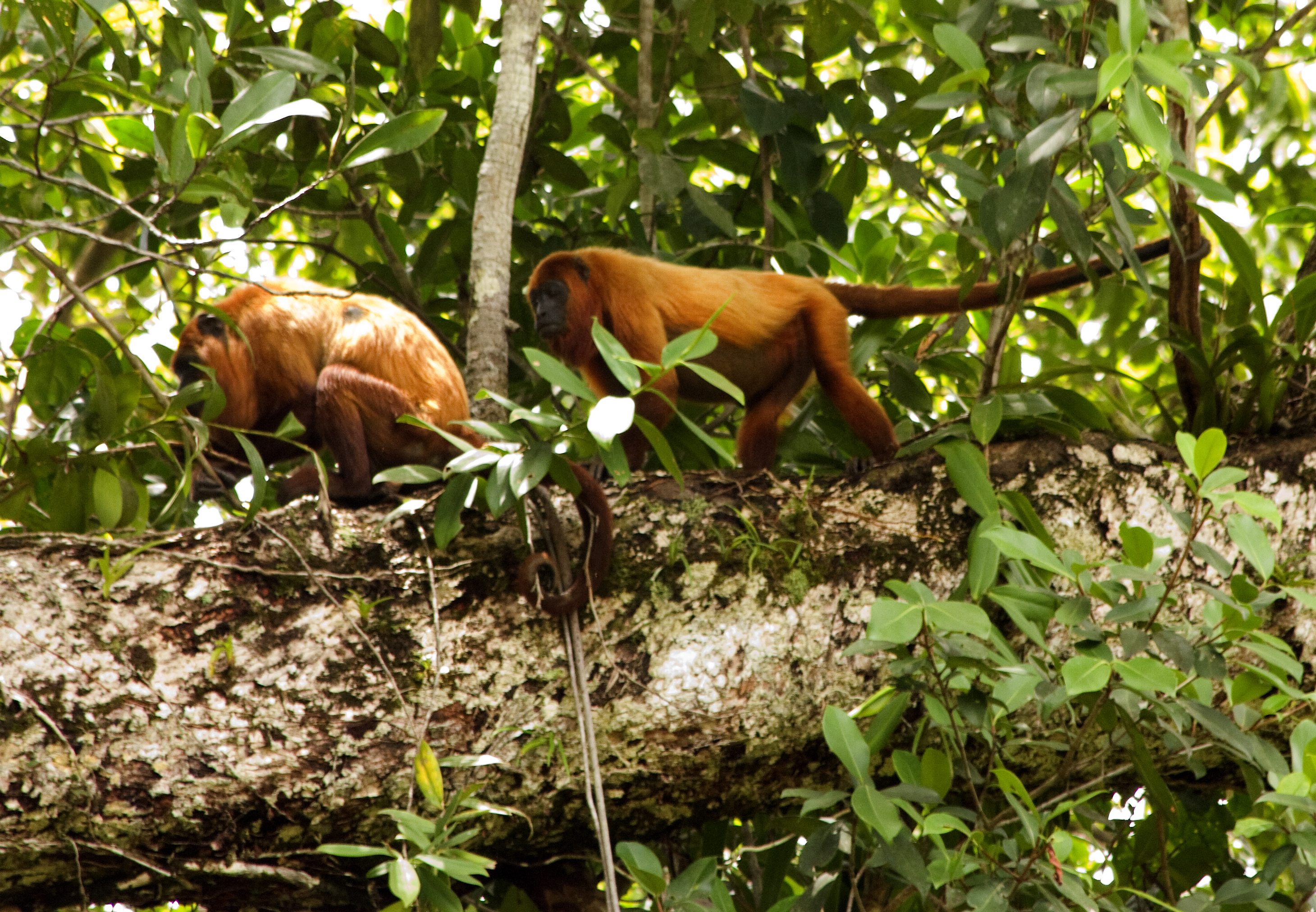
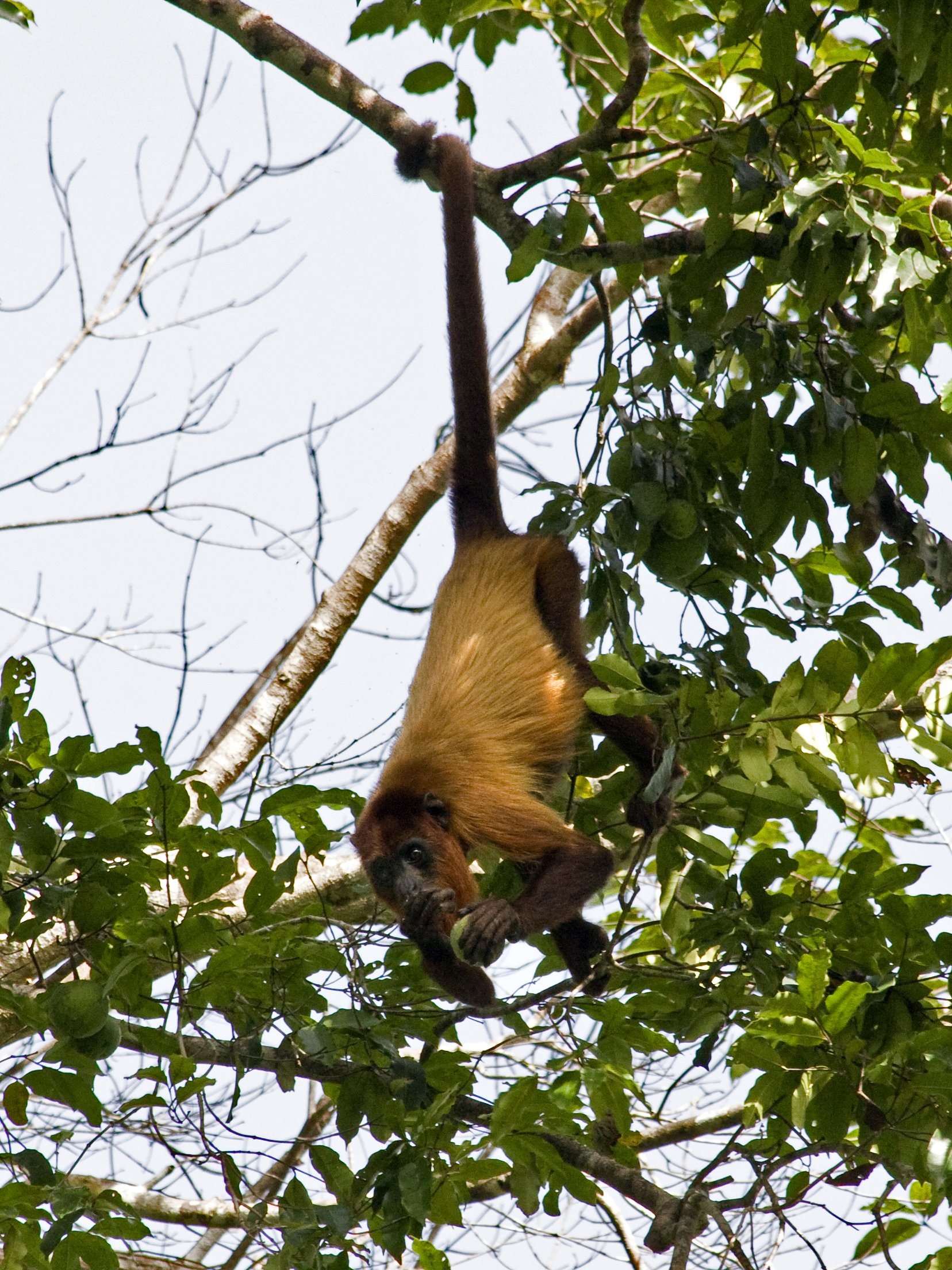